# Rebelión campesina extremeña

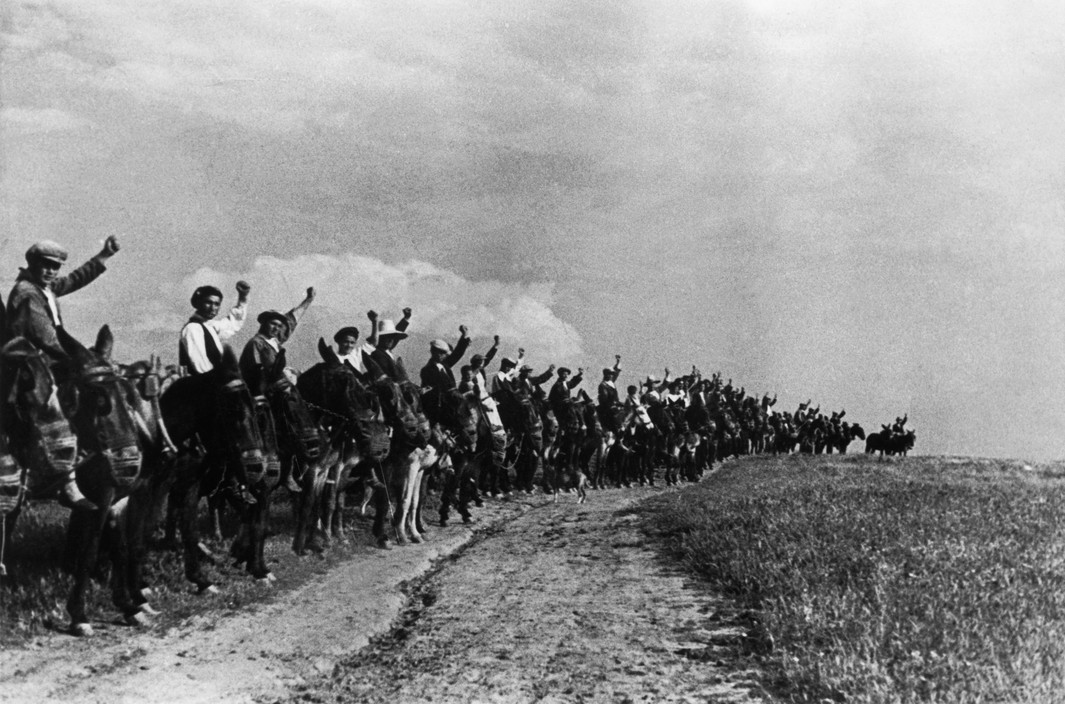
Campesinos extremeños con el puño en alto. 1936.

La gran invasión de fincas del 25 de marzo de 1936 fueron unos sucesos ocurridos dicho día en la región española de Extremadura, durante los cuales alrededor de 80 000 yunteros realizaron una serie de ocupaciones pacíficas de fincas, en un total de 250 000 hectáreas de tierra.
Distintos partidos políticos, movimientos sociales y colectivos proponen el 25 de marzo como Día de Extremadura, en homenaje a este suceso.

## Antecedentes

### La reforma agraria

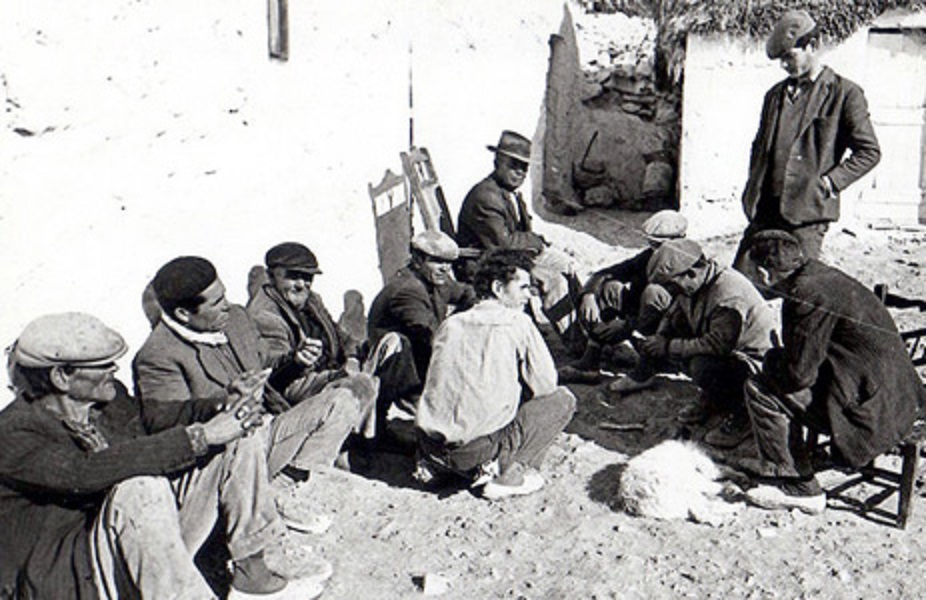
Jornaleros españoles (probablemente de Andalucía o Extremadura)

En 1930 la población era fundamentalmente rural: un 45,5% de la población activa trabajaba en la agricultura o ganadería, por lo que la tierra seguía siendo la fuente principal de la riqueza nacional y el control de la misma es lo que determinaba la posición social de la mayoría de la población.
Tras declararse la Segunda República se promulgó la importante Ley de Reforma Agraria. El ambicioso proyecto propuso expropiar grandes latifundios para repartirla entre sus jornaleros, además de otras muchas mejoras para los trabajadores del campo: modernización, subida de salarios, jornada de ocho horas, seguro de accidentes para los campesinos, prohibir la expulsión de campesinos arrendatarios, se obligó a los terratenientes a cultivar las tierras y no dejarlas baldías, créditos a los campesinos para la explotación de sus tierras, etc.
A pesar de las grandes expectativas que había levantado, la aplicación la Ley de Reforma Agraria estuvo muy limitada: a finales de 1933 sólo se habían ocupado 24 203 ha, repartidas entre 4 339 campesinos. Los motivos pudieron ser que tenía recursos claramente insuficientes, debido a la falta de dinero de la Hacienda Pública, sumado al boicot que realizaron los propios terratenientes y la banca privada (vinculada familiar y económicamente a los terratenientes). La lentitud y dificultades en la aplicación de la ley se intentó paliar con el Decreto de Intensificación de Cultivos (22 de octubre de 1932), que permitía la ocupación temporal de fincas que hubieran dejado de ser cultivadas. Pero finalmente, en las elecciones de 1933, ganó la CEDA, que era un partido conservador, y paralizó el proceso.
La reforma, sin resultar un fracaso absoluto, representó una gran frustración para los campesinos. El malestar general se percibía desde los sucesos de La Villa de Don Fadrique. El fallo de la reforma agraria fue una de las causas principales de la aguda agitación social del periodo 1933-34 (influyendo en los sucesos de Casas Viejas), pues muchos campesinos se sentían decepcionados por no ver cumplirse la promesa del reparto de tierras. Esto llevó a la radicalización de la FNTT (Federación Nacional de Trabajadores de la Tierra), a la que se habían afiliado muchos campesinos, que experimentó por ello un crecimiento espectacular.
Por otro lado, los terratenientes se unieron en un bloque de oposición. Ya en agosto de 1931 crearon la Asociación Nacional de Propietarios de Fincas Rústicas, desde donde boicotearon a la Reforma Agraria, contribuyeron notablemente al retraso en su aprobación y aplicación.

### 1934

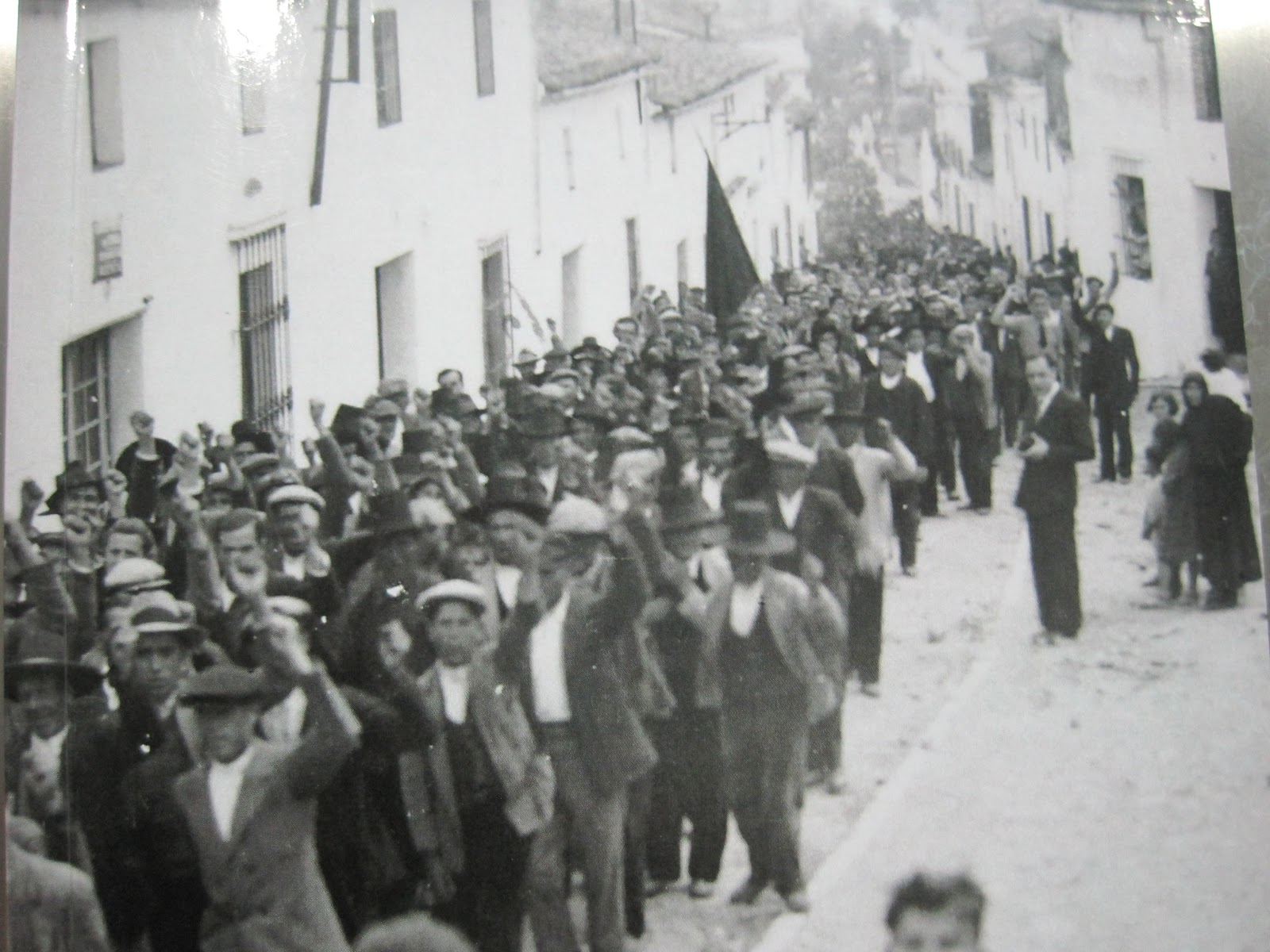
Celebración del 1 de mayo de 1936, en Fregenal de la Sierra (Badajoz)

En 1934 el paro agrario aumentaba (había más de 400 000 parados, el 63% del total). Ante estas condiciones, la FNTT convocó huelga de jornaleros para el 5 de junio de 1934, momento en que iba empezar la cosecha, en defensa de las conquistas sociales del primer bienio (en contratos, empleo, salarios, reconocimiento de sindicatos, jurados mixtos, etc). La convocatoria sería considerada por el Gobierno como revolucionaria y, por tanto, fue prohibida. La huelga afectó a más de 500 municipios de Andalucía, Extremadura y La Mancha, y a unos doscientos más en otras provincias. Duró de cinco a quince días, dependiendo del grado de implantación socialista en cada lugar. «Fue la mayor huelga agraria de la historia [española]» Algunos líderes campesinos fueron encarcelados (de los cuales, 600 jornaleros extremeños), numerosos ayuntamientos socialistas fueron destituidos y varias “casas del pueblo” fueron clausuradas. 
Cinco meses después, en octubre, se produjo la Revolución de 1934. En la «zona latifundista» (Andalucía, Extremadura y La Mancha), los campesinos, agotados por la violenta represión durante la huelga del pasado junio, difícilmente pudieron secundar la nueva huelga. Aunque en algunas localidades sí se produjeron algunas revueltas. Por ejemplo los casos de Villarrobledo (Albacete), Algeciras (Cádiz), Prado del Rey (Cádiz), La Carolina (Jaén), o Teba (Málaga). En todos ellos hubo enfrentamientos con la Guardia Civil, asaltos a los ayuntamientos e incendios de los juzgados e iglesias. El Gobierno declaró el estado de guerra, resultando en total 2 000 muertos y 30 000 detenidos.

## La ocupación de tierras

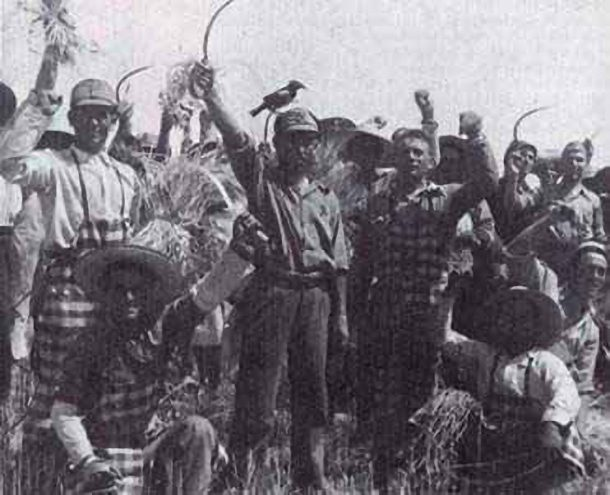
Campesinos de Badajoz llevando a cabo la ocupación de fincas.

A principios del año 1936 el desempleo del campo sube al 20%, coincidiendo con la crisis y un periodo de lluvias que impedían realizar las labores. Una de las regiones más afectadas fue Extremadura, muy dependiente del campo, y castigada duramente por las circunstancias ocurridas años antes.
La FNTT fue quien mandó iniciar, en la mañana del 25 de marzo de 1936, la ocupación de los campos de Extremadura. Siguiendo sus instrucciones, unos 80 000 yunteros extremeños ocuparon ese día casi 250 000 hectáreas de forma pacífica y sin incidentes con los latifundistas ni con las autoridades, en más de 280 pueblos simultáneamente. Provistos de azadas y demás herramientas, delimitaron los bordes de la nueva tierra incautada, tal y como había ordenado la FNTT. Luego regresaron ordenadamente al pueblo, al ayuntamiento, haciendo firmar al alcalde, concejales y demás funcionarios un acta de comparecencia. A la mañana siguiente continuaron sus jornadas habituales, como cualquier día.
La táctica no podía haber obtenido mayor éxito. Con una única acción, los campesinos habían ocupado mucha más tierra de la que se les había entregado en los últimos cinco años.
Estos acontecimientos han sido recogidos en los libros El día que se levantó Extremadura (2020) y Otra Extemadura. Materiales para una historia alternativa de Extremadura (2020) y recogidos en la obra de teatro de Víctor Chamorro 25 de marzo de 1936 (2018), que puede verse integra en YouTube.

## Repercusiones
La sublevación unánime de los campesinos de Extremadura produjo un verdadero pánico en los círculos gubernamentales, temiendo que la «revolución» se extendiera al resto de campos.
Produjo alarma en la prensa. Al día siguiente, el titular de apertura del diario Hoy, de Badajoz, aseveró que «El Gobernador ordena [que] se desalojen las fincas invadidas». «Azaña afirma que no puede tolerar las invasiones de fincas». También se informó sobre el gobernador civil de Badajoz Miguel Granados, máxima autoridad provincial: Por ello se ha visto obligado a imponer sanciones y advierte, una vez más, que el Gobierno no tolerará más asentamientos que los autorizados por la Reforma Agraria. Salvo pequeños incidentes, la tranquilidad es absoluta». Hay que tener en cuenta que, por la vigencia del estado de alarma, existía una censura previa en los medios de comunicación; el diario Hoy de Badajoz apareció con espacios en blanco de informaciones que nunca aparecieron.
Desde el Gobierno Civil de Badajoz se radió un telegrama circular a todas las localidades de la provincia en ese día 25 de marzo. Esta orden exhortó a los alcaldes «el deber en nombre del Gobierno de oponerse a ello». Sin embargo, muchas autoridades accedieron a firmar las actas que los campesinos pedían.
Pero en vez de emplear la fuerza, el Gobierno se vio obligado a enviar un equipo de ingenieros y de funcionarios del Instituto de Reforma Agraria para dar una apariencia de legalidad a la apropiación de la tierra.

## Consecuencias
Dos meses después, en mayo, un grupo jornaleros en paro de Yeste (Albacete), siguiendo el ejemplo de Extremadura, ocuparon una finca y empezaron a ararla. Esto provocó los Sucesos de Yeste. La Guardia Civil acabó matando a un total de 17 personas y arrestaron a 50 miembros de la FNTT, entre ellos Germán González, el alcalde socialista de Yeste.
En julio de ese año, 1936, comenzó la Guerra civil española, iniciando rápidamente la Campaña de Extremadura. Se cree que la invasión de Extremadura no fue tanto estratégica, sino en venganza de las ocupaciones de fincas. Se llevó a cabo la masacre de Badajoz: Entre 500 y 4 000 personas fueron asesinadas sólo entre el 14 y 15 de agosto, los días posteriores al finalizar la batalla de Badajoz. El método para las ejecuciones fue el fusilamiento, sin juicio previo, de personas participantes en la defensa de la ciudad o sospechosas de simpatizar con la República. Se produjeron asesinatos por las calles de la ciudad, incluso de niños. El mismo día 14, el general Yagüe ordenó el confinamiento de todos los prisioneros -la mayoría civiles- en la plaza de toros y su fusilamiento. Algunos cadáveres se situaron junto a la carretera de circunvalación de Badajoz.
Buena parte de aquellos campesinos que participaron en las pacíficas ocupaciones el 25 de marzo de 1936 fueron asesinados o encarcelados por la represión franquista como castigo. La historiadora Candela Chaves ha documentado que Badajoz fue la segunda provincia más afectada por la represión franquista.

## Véase también

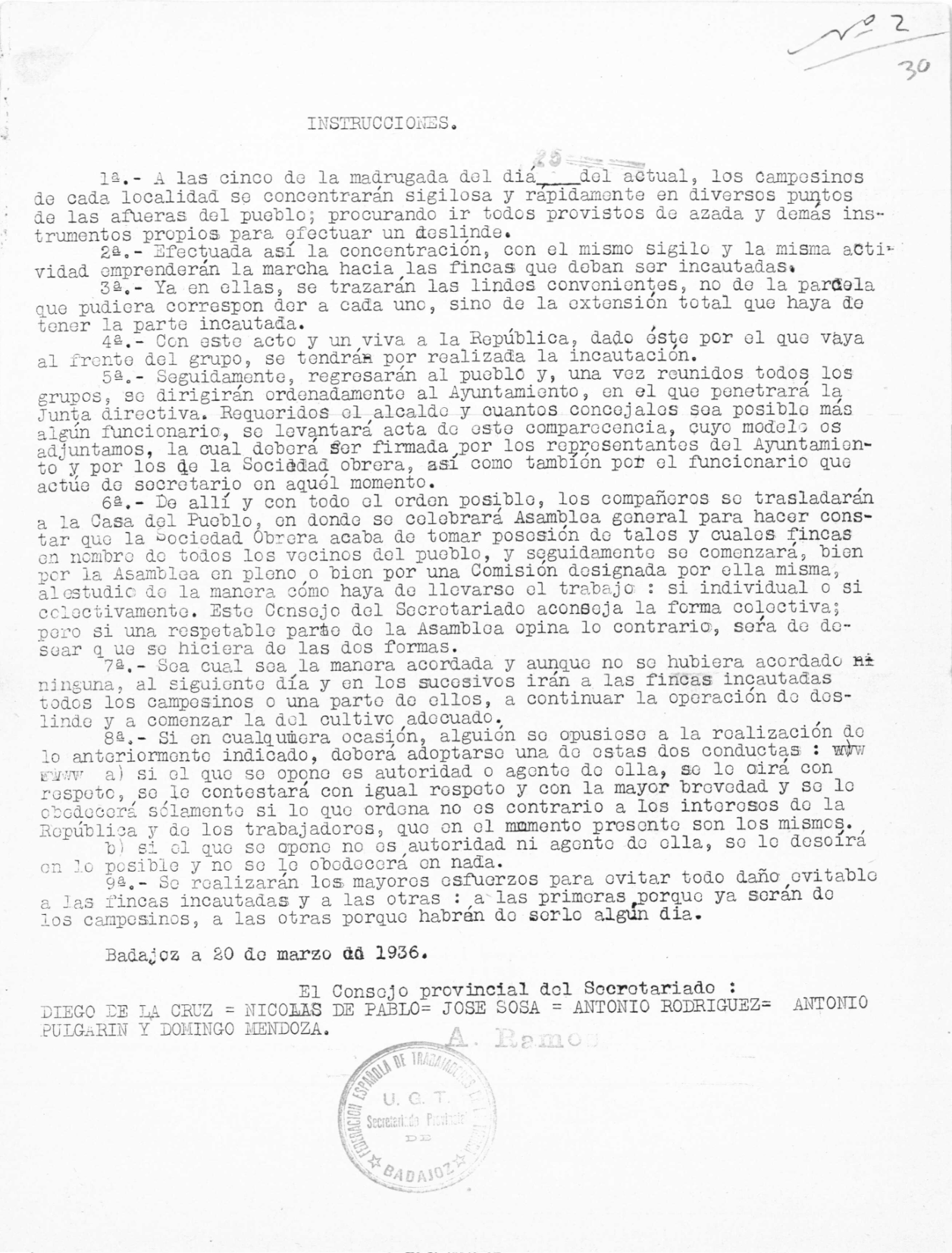
Instrucciones de la FETT
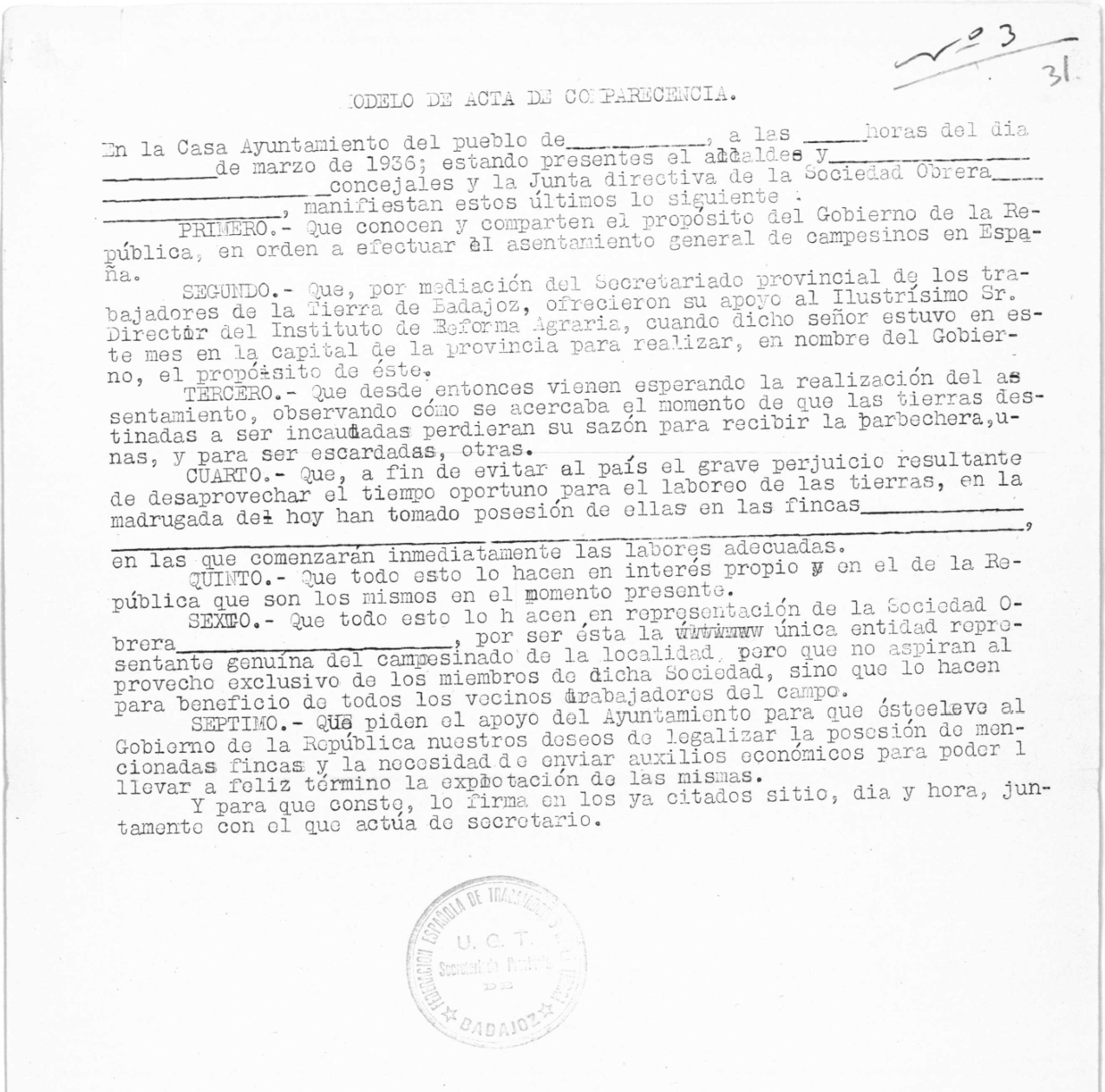
Modelo de acta de comparecencia, que se adjuntaba con las instrucciones.
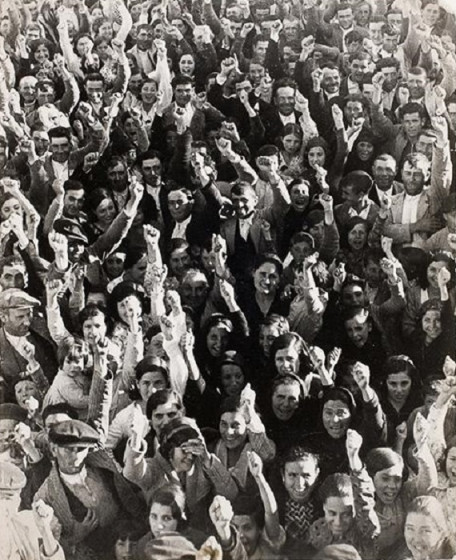
trabajadores extremeños